# Кім Чон Ян
Кім Чон Ян (кор. 김종양; 30 жовтня 1961) — офіцер поліції Південної Кореї, президент Інтерполу (з 21 листопада 2018).

## Життєпис
Народився 30 жовтня 1961 року. Він здобув вищу освіту в галузі ділового адміністрування в Університеті Кореї. Вивчав державне управління та адміністрування поліції в Національному університеті Сеула та в Університеті Тонгук.
З 1999 року — начальник Поліцейського управління провінції Канвон.
З 2000 року — менеджер відділу безпеки дорожнього руху Ульсанського регіонального поліцейського агентства.
З 2001 року — начальник Міської поліцейської агенції Улсан.
З 2002 року — Сеульський міський поліцейський відділ транспорту.
З 2004 року — начальник Поліцейського відділу Сонгбук, що є однією з поліцейських ділянок під юрисдикцією міського поліцейського агентства Сеула.
З 2005 року — начальник відділу в Адміністрації Президента Кореї.
З 2007 року — поліцейський аташе в Генеральному консульстві Південної Кореї в Лос-Анджелесі.
З 2010 року — Директор Департаменту безпеки Севайського міського поліцейського агентства.
З 2010 року — Голова Комітету з планування на Саміті з питань ядерної безпеки Національного поліцейського агентства.
У 2011—2012 рр. — директор із закордонних справ поліцейського агентства.
У 2012—2013 рр. — начальник поліції Південної провінції Кьонсан.
У 2013—2014 рр. — Координатор планування Національного поліцейського агентства.
З 2012 року — співробітник Виконавчого комітету Інтерполу.
У 2014—2015 рр. — начальник поліцейського агентства провінції Кьонджу.
У 2015—2018 рр. — віце-президент Інтерполу по Азії.
З жовтня 2018 по листопад 2018 р. — виконував обов'язки Президента Інтерполу після відставки Мен Хунвейя.
З 21 листопада 2018 — Обраний Президентом Інтерполу на зустрічі в Дубаї 18-21 листопада 2018 року.